# A Death for Every Sin
A Death for Every Sin war eine kanadische Metalcore- und Hardcore-Punk-Band aus Montreal, die im Jahr 1999 gegründet wurde und sich 2003 auflöste.

## Geschichte
Die Band wurde im Sommer 1999 von dem Gitarristen Frederic Tremblay, dem Sänger Nick Racicot und dem Schlagzeuger Ben Dussault gegründet. Kurze Zeit später kamen Gitarrist Max Jenniss und Bassist Phil Marchand zur Band. Kurze Zeit später folgte ein erstes Demo, das drei Lieder umfasste. Kurz darauf folgte die EP God’s Final Descent über das Label Sounds of Revolution aus Ontario. Danach kamen Gitarrist Carl Bouchard (A Perfect Murder) und Bassist Ben Trepanier zur Besetzung, ehe 2002 das Debütalbum In a Time Where Hope I Lost über Alveran Records erschien. Am 5. April 2003 spielte die Band ihr letztes Konzert.

## Stil
Die Band spielte eine aggressive Mischung aus Hard- und Metalcore und ist klanglich mit Merauder oder den frühen Machine Head vergleichbar. Zudem lässt sich die Musik mit der von Hatebreed vergleichen, die der Band vor allem im Tempo ähneln, jedoch fällt der Gesang bei A Death for Every Sin aggressiver aus.

## Diskografie
- 1999: Demo (Demo, Eigenveröffentlichung)
- 2000: God’s Final Descent (EP, Sounds of Revolution)
- 2002: In a Time Where Hope I Lost (Album, Alveran Records)